# Synagoge Prinzregentenstraße

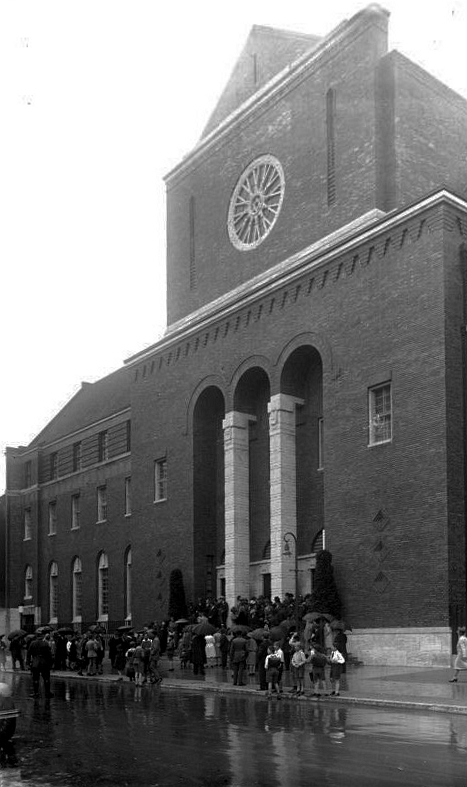
Einweihung der Synagoge am 16. September 1930

Die Synagoge Prinzregentenstraße war die Synagoge für die jüdischen Gläubigen im Berliner Ortsteil Wilmersdorf. Sie befand sich auf dem Grundstück Prinzregentenstraße 69/70. Nur acht Jahre nach der feierlichen Einweihung am 16. September 1930 wurde das nach Entwürfen von Alexander Beer errichtete Gotteshaus während der Novemberpogrome 1938 von Nationalsozialisten angezündet und brannte nieder. Ein Wiederaufbau nach dem Zweiten Weltkrieg fand nicht statt, dagegen wurde im gegenseitigen Einvernehmen zwischen der jüdischen Gemeinde und der Stadt Berlin die Ruine 1958 vollständig abgetragen.
Manchmal wird für das Gotteshaus die Bezeichnung Synagoge Wilmersdorf verwendet, die nicht historisch belegt ist.

## Geschichte
Bereits 1913 hatte die jüdische Gemeinde Berlin das Grundstück an der Prinzregentenstraße erworben, mit dem Ziel dort eine Synagoge zu errichten. Es kam aufgrund des Ersten Weltkrieges jedoch nicht über einige bauvorbereitende Maßnahmen hinaus. Die Planungen zur Errichtung einer neuen Synagoge wurden 1920 wieder aufgenommen und ab 1922 dem Architekten Alexander Beer übertragen. Dieser sah ein Gebäude im Zuge der Bauflucht und in Traufhöhe vor, dem sich eine langgestreckte Bethalle kurz bis vor die Rückseite der Bebauung an der Babelsberger Straße anschließen sollte. In der Bebauung an der Prinzregentenstraße sollten Wochentagssynagoge, Trausaal und Wohnungen untergebracht werden.
Aufgrund der neuen Bauordnung, die 1925 erlassen wurde, machte die Baupolizei die Erteilung einer Baugenehmigung davon abhängig, dass die betroffenen Hauseigentümer an der Babelsberger Straße den Plänen zustimmten. Da diese Zustimmung nur mit erheblichen Einschränkungen zu erhalten gewesen wäre, beschloss die Gemeinde 1928 Beers Planung grundlegend ändern zu lassen. Anstatt der langgezogenen Bethalle wurde nun hinter dem Gebäude im Verlauf der Prinzregentenstraße ein runder, überkuppelter Zentralbau angeordnet. So ließen sich bei gleicher Grundfläche die notwendigen Abstände zur Nachbarbebauung erreichen. Nach diesen Entwürfen erfolgte 1928 bis 1930 die Bauausführung.
Neben den baupolizeilichen Schwierigkeiten wurde innerhalb der jüdischen Gemeinde darum gestritten, ob die Synagoge entsprechend dem orthodoxen oder liberalen Ritus ausgestattet werden sollte. Schließlich setzten sich die liberal gesinnten Gemeindemitglieder durch, was unter anderem zum Einbau einer Orgel (hergestellt von der Orgelbaufirma G.F. Steinmeyer & Co.) führte. Auch die nach orthodoxem Ritus vorgeschriebene Geschlechtertrennung wurde in der Synagoge Prinzregentenstraße aufgehoben. Um das Gotteshaus auch für profane Zwecke nutzen zu können, hatte Beer einen eisernen, im Boden versenkbaren Vorhang vorgesehen, mit welchem die Apsis mit dem Toraschrein vom Betraum getrennt werden konnte.
Am 16. September 1930 wurde die Synagoge, die Platz für 2300 Gläubige bot, feierlich eingeweiht. Die Eröffnung stand unter dem Eindruck der zwei Tage zuvor abgehaltenen Reichstagswahl, bei der die NSDAP 107 Sitze errungen hatte. Der Vorsitzende des damaligen Gemeindevorstandes Georg Kareski sagte unter anderem in seiner Festrede: „Leider ist es in diesem Augenblick nicht möglich, sich restlos Gedanken des Stolzes und der Freude hinzugeben. Entscheidungen gerade der letzten Zeit werfen ihren Schatten auch auf die heutige Festesfreude. Noch wissen wir nicht, welche Auswirkungen auf unsere Stellung und unser Leben diese Entscheidungen haben werden.“ (Jüdische Rundschau vom 19. September 1930) Die anschließende Festpredigt hielt der Rabbiner Leo Baeck. Die Synagoge Prinzregentenstraße blieb der einzige Neubau einer Gemeindesynagoge im Berlin der Weimarer Republik.
Mit den ab 1933 beginnenden Verboten für die Juden in Berlin, am öffentlichen Leben teilzunehmen, entwickelte sich die Synagoge in der Prinzregentenstraße zunehmend auch zu einem jüdischen Kulturzentrum. Regelmäßig fanden nun Konzerte und andere Veranstaltungen zur Unterstützung jüdischer Künstler statt.
Während der Novemberpogrome 1938 wurde die Synagoge niedergebrannt. Das Hauptliegenschaftsamt beschrieb in einem behördlichen Schriftwechsel den Grad der Zerstörung: „Die Synagoge ist durch Brand stark zerstört; das Vordergebäude ist ebenfalls ausgebrannt, ebenso ist das Dach beschädigt und z. T. offen. […] Der Gehweg und ein Teil des Fahrdammes vor dem Gebäude sind gesperrt, weil Mauerteile vom Dach und Gebäude herabzufallen drohen.“ (Landesarchiv Berlin, A Rep. 209, Acc. 1114b) Die jüdische Gemeinde wurde daraufhin aufgefordert, die Ruine abzusichern, wofür sie auch noch die Kosten zu tragen hatte.

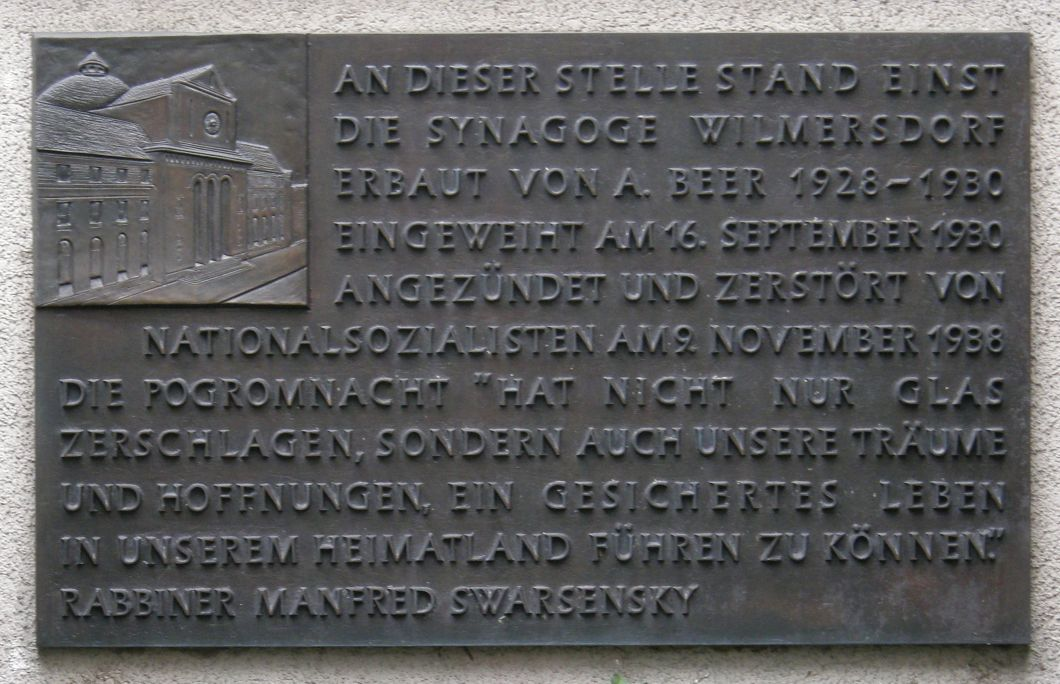
Gedenktafel am Haus Prinzregentenstraße 69–70

Im Jahr 1941 wurde die jüdische Gemeinde gezwungen, das Grundstück an der Prinzregentenstraße für ein Zehntel des Wertes an die Stadt Berlin zu verkaufen. Noch 1938 war der Wert des Grundstücks auf 1.559.300 Mark festgesetzt worden, der Kaufpreis 1941 betrug 160.000 Mark. Zu einem Abriss der Ruine in der Zeit des Nationalsozialismus kam es aber nicht mehr.
Nach dem Zweiten Weltkrieg erreichte 1955 die Jewish Trust Corporation mit Sitz in London auf dem Klageweg die Rückerstattung des Grundstücks. 1956 gelangte das Grundstück dann im Rahmen eines Vertrages zwischen der Jewish Restitution Successor Organization bzw. der Jewish Trust Corporation und der Stadt Berlin auf legalem Wege in städtischen Besitz. Die Ruine wurde nun 1958 unter großen technischen Schwierigkeiten abgetragen. Bei der Sprengung der Kuppelfragmente kamen zwei Arbeiter ums Leben.
Nach der Beräumung des Geländes überließ die Stadt das Gelände dem Allgemeinen Blindenverein Berlin, der hier 1959 mit Spendenmitteln der Deutschen Klassenlotterie Berlin 70 blindengerechte Wohnungen errichtete. An diesen Häusern erinnert eine am 9. November 1988 enthüllte Gedenktafel an die ehemalige Synagoge Prinzregentenstraße. Zuvor gab es an gleicher Stelle eine kleinere Gedenktafel.

## Innenausstattung
Ein wesentliches Element des jüdischen Gottesdienstes ist das Vorhandensein des Allerheiligsten auf Estraden mit den umgebenden Einrichtungen wie Pfeiler, Opferbüchsen, freistehende Brüstungen. Alle diese Ausstattungselemente für die Synagoge in der Prinzregentenstraße ließ die Gemeinde in den Werkstätten der Firma Norddeutsche Marmorwerke Hans Köstner & Gottschalk aus Berlin-Weißensee, Schönstraße 10–15 anfertigen. Konkret werden folgende Steinmetz- und Bildhauerarbeiten genannt:
das Allerheiligste, bestehend aus fränkischem Muschelkalk der Sorte Blaubank mit Teilen aus Famosa-Marmor,
Stufen und Fußbodenbeläge in Deutsch gelbgeblümtem Marmor und in Famosa-Marmor,
freistehende Brüstungen in der ersten und zweiten Estrade sowie der Kanzel-Vorbau aus Famosa-Marmor,
seitliche Heizkörperverkleidungen und Sockel ebenfalls Famosa-Marmor
Pfeilerverkleidungen und Seitenwände beidseits des Allerheiligsten aus gräulichem, französischem Napoléon-Marmor,
vier Pfeiler für Opferbüchsen an den Treppenaufgängen zu den Emporen aus fränkischem Kalkstein der Sorte Blaubank